# 青兰
青兰（学名：[Dracocephalum ruyschiana] 错误：{{Lang}}：文本有斜体标记（帮助）），为唇形科青兰属下的一个植物种。